# Torneio Hubert Jerzeg Wagner de Voleibol de 2024
O Torneio Hubert Jerzeg Wagner de Voleibol de 2024 foi a 21.ª edição desta competição amistosa organizada pela Fundação Hubert Jerzy Wagner em parceria com a Federação Polonesa de Voleibol (em polonês/polaco:  Polski Związek Piłki Siatkowej, PZPS) que ocorreu em Cracóvia, na Polônia, de 12 a 14 de julho.
A seleção polonesa conquistou seu 11º título ao vencer as três partidas disputadas.

## Formato da disputa
Disputada em turno único, com todas as seleções se enfrentando.

### Critérios de desempate
1. Número de vitórias
2. Número de pontos
3. Sets average
4. Pontos average

Partidas terminadas em 3–0 ou 3–1: 3 pontos para o vencedor, 0 pontos para o perdedor;

Partidas terminadas em 3–2: 2 pontos para o vencedor, 1 ponto para o perdedor.

## Equipes participantes
As seguintes seleções foram selecionadas para competir o torneio.
| Equipe    | Última participação |
| --------- | ------------------- |
| Polônia   | 2023                |
| Alemanha  | 2013                |
| Eslovênia | 2023                |
| Egito     | 2021                |

## Local das partidas
| Cracóvia, Polônia  |
| Tauron Arena       |
| ------------------ |
|                    |
| Capacidade: 15 328 |

## Fase única
|     |           |     | Jogos | Jogos | Jogos | Resultados | Resultados | Resultados | Resultados | Resultados | Resultados | Sets | Sets | Sets  | Pontos | Pontos | Pontos |
| Pos | Equipe    | Pts | T     | V     | D     | 3–0        | 3–1        | 3–2        | 2–3        | 1–3        | 0–3        | V    | P    | R     | V      | P      | R      |
| --- | --------- | --- | ----- | ----- | ----- | ---------- | ---------- | ---------- | ---------- | ---------- | ---------- | ---- | ---- | ----- | ------ | ------ | ------ |
| 1   | Polônia   | 8   | 3     | 3     | 0     | 1          | 1          | 1          | 0          | 0          | 0          | 9    | 3    | 3,000 | 284    | 243    | 1.169  |
| 2   | Eslovênia | 5   | 3     | 2     | 1     | 0          | 1          | 1          | 0          | 1          | 0          | 7    | 6    | 1.167 | 284    | 288    | 0.986  |
| 3   | Alemanha  | 5   | 3     | 1     | 2     | 0          | 1          | 0          | 2          | 0          | 0          | 7    | 7    | 1,000 | 300    | 295    | 1.017  |
| 4   | Egito     | 0   | 3     | 0     | 3     | 0          | 0          | 0          | 0          | 2          | 1          | 2    | 9    | 0.222 | 218    | 260    | 0.838  |

- As partidas seguem o horário local (UTC+2).

| Data   | Hora  |           | Placar |           | Set 1 | Set 2 | Set 3 | Set 4 | Set 5 | Total   | Relatório |
| ------ | ----- | --------- | ------ | --------- | ----- | ----- | ----- | ----- | ----- | ------- | --------- |
| 12 jul | 16:00 | Polônia   | 3–0    | Egito     | 25–16 | 25–21 | 25–18 |       |       | 75–55   | Relatório |
| 12 jul | 18:30 | Alemanha  | 2–3    | Eslovênia | 22–25 | 20–25 | 25–21 | 25–20 | 13–15 | 105–106 | Relatório |
| 13 jul | 18:30 | Polônia   | 3–2    | Alemanha  | 20–25 | 22–25 | 25–19 | 25–21 | 15–12 | 107–102 | Relatório |
| 13 jul | 20:30 | Eslovênia | 3–1    | Egito     | 25–21 | 25–19 | 17–25 | 25–16 |       | 92–81   | Relatório |
| 14 jul | 14:30 | Alemanha  | 3–1    | Egito     | 25–14 | 26–24 | 17–25 | 25–19 |       | 93–82   | Relatório |
| 14 jul | 18:30 | Polônia   | 3–1    | Eslovênia | 25–20 | 26–28 | 25–14 | 26–24 |       | 102–86  | Relatório |

## Classificação final
| Posição | Equipe    |
| ------- | --------- |
| 1       | Polônia   |
| 2       | Eslovênia |
| 3       | Alemanha  |
| 4       | Egito     |

| Torneio Hubert Jerzeg Wagner de 2024 |
| ------------------------------------ |
| Polônia Campeã (11.º título)         |

| Elenco |
| --- |
| Jakub Popiwczak, Łukasz Kaczmarek, Bartosz Kurek, Karol Kłos, Wilfredo León, Aleksander Śliwka, Grzegorz Łomacz, Jakub Kochanowski, Kamil Semeniuk, Paweł Zatorski, Marcin Janusz, Mateusz Bieniek, Tomasz Fornal, Bartłomiej Bołądź, Norbert Huber |
| Técnico |
| Nikola Grbić |

## Prêmios individuais
Os atletas que se destacaram individualmente foramː
| - Most Valuable Player (MVP) Kamil Semeniuk - Melhor bloqueador Jakub Kochanowski - Melhor receptor Tomasz Fornal | - Melhor líbero Julian Zenger - Melhor levantador Gregor Ropret |